# Жираф (геральдика)

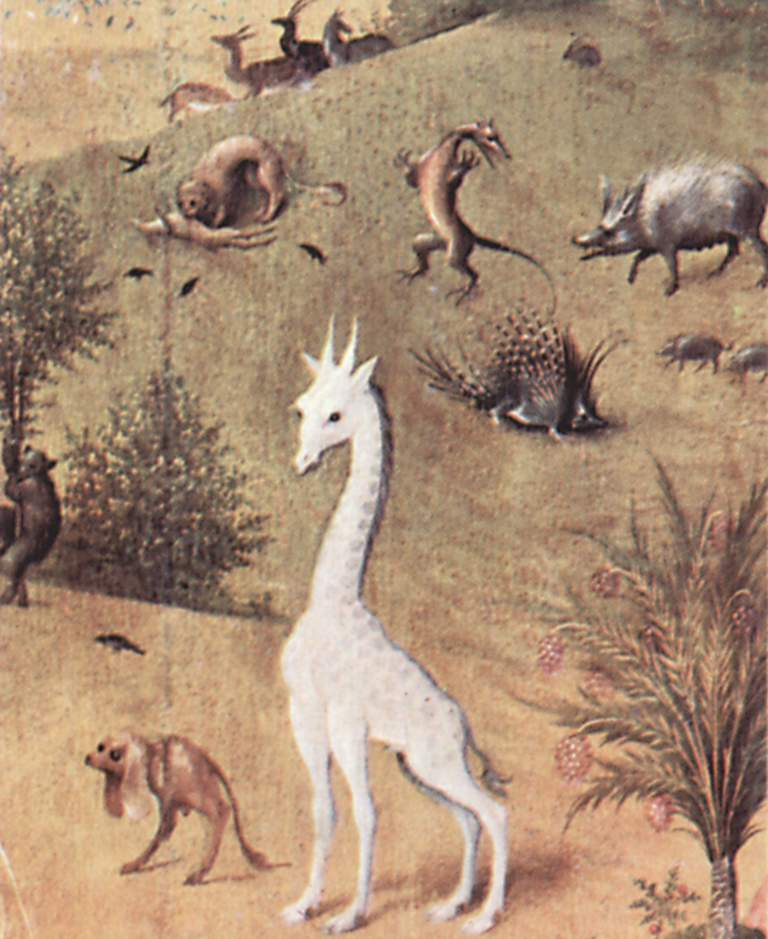
Середньовічні уявлення про камелопарда (І. Босх)

Камелопард — у середньовічній  геральдиці чудовий звір, помісь леопарда (або пантери) з верблюдом. У нього голова жирафа з двома загнутими назад рогами і тулуб леопарда. Камелопард славився незвичайною силою і лютістю. У геральдиці камелопард символізував відвагу і завзяття.
Зазвичай слово «камелопард» розглядалося як синонім слова «жираф»; судячи з усього, так сталося через те, що зовнішність реального жирафа була свого часу обрана в геральдиці для передачі міфічного камелопарда.
Також в геральдиці, як різновид камелопарда, існує Аллокамелус (Allocamelus), що має тіло верблюда і цапову голову.